# Franz Rogowski
Franz Rogowski (ˈfʁants ʁoˈɡɔfski; nascut el 2 de febrer de 1986) és un actor alemany. Ha aparegut en pel·lícules dirigides per Michael Haneke, Christian Petzold, Andrea Arnold i Terrence Malick.

## Vida i carrera
Franz Rogowski va néixer l'any 1986 a Freiburg im Breisgau, Alemanya Occidental. Fill de pediatra i llevadora, va créixer en un ambient burgès a Tübingen. El seu avi matern és l'antic president del BDI Michael Rogowski. Franz va treballar com a missatger de bicicletes i ajudant de llibreria, va assistir a una escola de pallassos suïssa i es va formar en dansa.
Des de 2007, ha estat actiu en l'escena del teatre independent, apareixent com a ballarí, coreògraf i actor en diversos escenaris com el Thalia Theatre Hamburg, la Schauspielhaus Hannover, i la Schaubühne am Lehniner Platz.
Rogowski té un llavi leporí que es va tancar quirúrgicament, la qual cosa va provocar un lleuger ceixeix. Fou descobert com a actor pel director berlinès Jakob Lass, qui el va seleccionar per a Frontalwatte (2011) i la guardonada Love Steaks (2013).
L'actor va guanyar l'atenció internacional amb la pel·lícula Victoria (2015), un dels pocs llargmetratges rodats en un pla seqüència. El thriller alemany va guanyar l'Ós de Plata per Contribució artística excepcional per a la cinematografia, així com sis categories del Deutscher Filmpreis. Aquell mateix any, Rogowski es va convertir en membre permanent de la  Münchner Kammerspiele ensemble.
El 2017, va interpretar el fill del personatge d'Isabelle Huppert a Happy End de Michael Haneke, que es va estrenar al Festival de Canes. També va protagonitzar Transit de Christian Petzold i A la cantonada de Thomas Stuber, ambdues es van presentar a la competició principal del Festival Internacional de Cinema de Berlín. Rogowski va ser nomenat "Shooting Stars" alemany el 2018 i va guanyar el Deutscher Filmpreis al millor actor per A la cantonada .
Rogowski va obtenir més reconeixement internacional amb Transit, que li va valer una nominació al Premi del Cercle de Crítics de Florida. Transit va aparèixer a la llista de pel·lícules preferides de Barack Obama del 2019.
El 2020, va tornar a col·laborar amb Christian Petzold a Ondine al costat de Paula Beer. El 2021, Rogowski va obtenir una nominació als Premis del Cinema Europeu per la seva actuació a Große Freiheit. L'any següent, va rebre una nominació a David di Donatello pel seu paper a la pel·lícula italiana Freaks Out.
El 2023, el seu paper principal a Lubo es va guanyar un lloc a la competició del Festival Internacional de Cinema de Venècia. També va protagonitzar el drama d'Ira Sachs Passages, va guanyar el Premi del Cercle de Crítics de Nova York al millor actor i va guanyar una nominació als Premis Independent Spirit.
Les pel·lícules amb Rogowski s'han projectat al Festival Internacional de Cinema de Berlín, al Festival de Cinema de Cannes i al Festival de Cinema de Venècia. Actualment resideix a Berlín.

## Filmografia

### Cinema
| Any  | Títol                           | Paper                     | Notes |
| ---- | ------------------------------- | ------------------------- | --- |
| 2011 | Frontalwatte                    | Franz                     | |
| 2013 | Love Steaks                     | Clemens Pollozek          | |
| 2015 | Victoria                        | Boxer                     | |
| 2015 | Uns geht es gut                 | Tubbie                    | |
| 2015 | Wer nie sein Brot mit Tränen aß | —                         | Curtmetratge |
| 2016 | Simulant                        | —                         | Curtmetratge |
| 2017 | Tiger Girl                      | Malte                     | |
| 2017 | Happy End                       | Pierre Laurent            | |
| 2017 | Bedbugs                         | Thorben / Thorsten / Fill | |
| 2017 | Figaros Wolves                  | Gilbert                   | |
| 2018 | Lux: Warrior of Light           | Lux / Thorsten Kachel     | |
| 2018 | Transit                         | Georg                     | |
| 2018 | A la cantonada                  | Christian Gruvert         | Guanyador: Deutscher Filmpreis al millor actor protagonista |
| 2019 | Era a casa, però...             | Lars                      | |
| 2019 | A Hidden Life                   | Waldland                  | |
| 2020 | Schwarze Milch                  | Franz                     | |
| 2020 | Ondina                          | Christoph                 | |
| 2021 | Große Freiheit                  | Hans Hoffmann             | - Nominada: Premi del Cinema Austríac al millor actor - Nominada: Premi Chlotrudis al millor actor - Nominada: Premi del Cinema Europeu al millor actor - Nominada: Deutscher Filmpreis al millor actor protagonista |
| 2021 | Heiko's World                   | Fränkie Fresh Finger      | |
| 2021 | Luzifer                         | Johannes                  | |
| 2021 | Freaks Out                      | Franz                     | Guanyador: 78a Mostra Internacional de Cinema de Venècia Bisato d'Oro al millor actor - Nominada: David di Donatello al millor actor |
| 2023 | Passages                        | Tomas Freiburg            | - Guanyador: Premi del Cercle de Crítics de Cinema de Nova York Film al millor actor - Guanyador: Premi del Cercle de Crítics de Cinema de Florida al millor actor - Nominada: Premi Gotham a la millor interpretació principal - Nominat: Premi Independent Spirit a la millor interpretació principal - Nominat: Premi Satellite al Millor Actor - Pel·lícula, Drama |
| 2023 | Disco Boy                       | Alex                      | Nominada: Lumière al millor actor |
| 2023 | Lubo                            | Lubo Moser                | |
| 2024 | Bird                            | Bird                      | - Nominada: Premi del Cinema Europeu al millor actor - Nominada: Premis British Independent Film al millor actor secundari |
| TBA  | Pel·lícula sense títol          | TBA                       | En rodatge |
| TBA  | Wizards!                        | TBA                       | |
| TBA  | The Way of the Wind             | TBA                       | [ 9 ] |

### Televisió
| Any  | Títol           | Paper       | Notes                   |
| ---- | --------------- | ----------- | ----------------------- |
| 2014 | Polizeiruf 110  | Aniel Radke | 1 episodi ("Hexenjagd") |
| 2015 | Besuch für Emma | Arne        | Telefilm                |
| 2017 | The Superhost   | Joon 1      | Telefilm                |

## Premis
- 2013: Förderpreis Neues Deutsches Kino per Love Steaks[10]
- 2018: Premi Shooting Stars al Festival Internacional de Cinema de Berlín[11]
- 2018: Deutscher Filmpreis: Millor actor a A la cantonada[12]
- 2021: Austin Fantastic Fest: Millor actor a Luzifer[13]
- 2021: LIV Festival Internacional de Cinema Fantàstic de Catalunya: millor actor a Luzifer[14]
- 2021: Festival Internacional de Cinema de Hamptons: Premi Especial del Jurat per Große Freiheit
- 2021: Festival de Cinema Europeu de Sevilla: Millor actor a Große Freiheit[15]
- 2021: Festival de Cinema de Torí: Millor actor a Große Freiheit[16]
- 2022: Deutscher Schauspielpreis: Millor actor a Große Freiheit[17]
- 2023: Premi del Cercle de Crítics de Cinema de Nova York al millor actor a Passages
- 2023: Premi del Cercle de Crítics de Cinema de Florida al millor actor a Passages.